# Pietro Geremia

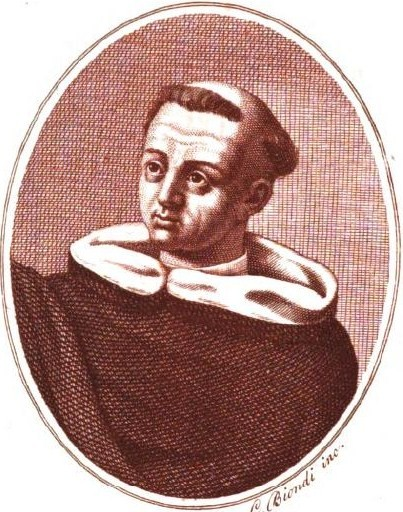
Pietro Geremia

Pietro Geremia (* 1. August 1399 in Palermo; † 3. März 1452 ebenda) war ein italienischer Dominikaner und Diplomat aus Sizilien.
Er entstammte einer Adelsfamilie in Palermo. Der Vater Arduin Geremia stand als Rechtsanwalt und Finanzbeamter im Dienst von König Alfons I. von Sizilien (Alfonso V. von Aragon). Ab 1418 studierte er an der Universität Bologna Jura.
Durch Visionen kam er zu dem Schluss, dass eine himmlische Anwaltschaft der irdischen vorzuziehen sei und trat zunächst, gegen den heftigen Widerstand des Vaters, 1422 dem Dominikaner-Orden (Ordo Fratrum Praedicatorum – OP) in Bologna bei. Sein Noviziat schloss er im Dominikanerkloster von Fiesole bei Florenz ab.
1424 wurde Geremia zum Priester geweiht und trat als geschätzter Prediger auf. 1427 schickte ihn der Ordensvorstand nach Sizilien, um die dortigen dominikanischen Klöster zu reformieren. 1430 lehrte er in Oxford, 1433 kehrte er nach Palermo zurück, wo er im Kloster Santa Cita Aufnahme fand und dort einige Jahre später Prior wurde.
1439 wurde er von Papst Eugen IV. als Delegierter zum Konzil von Florenz geladen, um im Kirchenstreit zwischen Ost- und Westrom zu vermitteln.
Danach wurde Pietro Geremia zum Apostolischen Visitator berufen, kurze Zeit später war er in Catania, wo er während eines Ausbruchs des Aetna die fließende Lava durch Gebete kurz vor der Stadt gestoppt haben soll. Mit Genehmigung von König Alfons I. (1416–1458) gründete er 1445 die Universität von Catania.
Die letzten Jahre lebte er im Kloster Santa Cita in Palermo.
Er wurde am 12. Mai 1784 von Papst Pius VI. seliggesprochen, seine Reliquien befinden sich in der Kirche San Domenico in Palermo.
Seine Predigten wurden posthum in Brescia vom Verleger Giacomo Britannico unter dem Titel Divinum Petri Hieremiae Opus veröffentlicht.

## Weblink
- Beato Pietro Geremia Domenicano. Auf: santiebeati.it

| Personendaten    | Personendaten            |
| ---------------- | ------------------------ |
| NAME             | Geremia, Pietro          |
| ALTERNATIVNAMEN  | Novelli; Geremia, Pietro |
| KURZBESCHREIBUNG | sizilianischer Seliger   |
| GEBURTSDATUM     | 1. August 1399           |
| GEBURTSORT       | Palermo                  |
| STERBEDATUM      | 3. März 1452             |
| STERBEORT        | Palermo                  |